# Skogsvandringen
Skogsvandringen (tyska: Der Waldgang) är en essäbok av den tyske författaren Ernst Jünger. Boken handlar om människans förhållande till frihet och statsmakt i efterkrigstidens Europa.

## Utgivning
Boken utgavs 1951 av Klostermann i Frankfurt am Main. Den utkom på svenska 2014 i översättning av Stefan Jarl på Bokförlaget Augusti.

## Mottagande
Nils Forsberg anmälde boken i Expressen 2014 och kallade den "[ett] sällsamt svart ljus i lika vacker som otäck meditation kring människan och anden vid nollpunkten i seklets mitt". Isabelle Ståhl skrev 2014 i Svenska Dagbladet att "[för] Jünger blir skogsvandringen en möjlighet till flykt och motstånd mot det rådande. Skogen är hemlig – heimlich. Ordet hör till dem i tyska språket som innesluter sin egen motsats. Hemmet står för det gemytliga, säkerheten, en trygghetens högborg. Men inte desto mindre står det för det fördolda eller hemliga som gränsar till det hemska – unheimlich. Man kan gömma sig i skogen, men också försvinna. När som helst kan känslan av förtrolighet övergå i fasa."